# 저장인민방송
저장인민방송(浙江人民广播电台) 중화인민공화국 저장성에서 위치한 라디오 방송국으로 저장 방송 그룹에 소속되어 있다. 1949년 5월에 저장신화방송(浙江新华广播电台)이란 이름으로 설립되었다. 본사는 항저우시 모간산로(莫干山路) 111호에 있다.

## 개요
저장인민방송은 현재 저장의 소리, 경제방송, 교통의 소리, 음악FM, 도시의 소리, 생활정보방송, 여성 전문 라디오의 7개 채널을 거느리고 있다.
2000년 이후 9년 저장 성 최대의 청취 인구·방송 범위·광고 수익 등을 자랑하며 2008년에는 9,300억 위안의 수익을 얻었다.

## 역사
1949년 5월 3일 항저우가 중국인민해방군에 점거되면서, 그 날 저장 성의 라디오 방송국에 주둔하였다. 같은 해 5월 6일, 항저우 시의 군사통제위원회에서 군사를 보내, 陈浩天 등 12명이 라디오 방송국을 맡게 되었다. 곧바로 지속적인 라디오 방송을 활성화하였으며, 마오쩌둥 주석과 주더 사령관에 의해 중국인민해방군의 《向全国进军的命令》、《约法八章》등을 방송하였다. 송출 장치로 중파 방송 출력 100kW, 단파 방송 출력 380kW, 30m 높이의 목제 안테나가 가설되었고, 방송구역은 항저우시에만 한정되었다.
1949년 5월 25일 저장신화방송(浙江新华广播电台)의 방송이 시작되었다. 하루에 두 번 방송되었는데, 첫 번째 방송은 오후 12시에 시작하며 베이핑신화방송(北平新华广播电台, 현 CNR, CRI의 전신)의 녹음 방송을 행하였다. 두 번째 방송은 오후 6시에서 10시까지 방송되었으며, 지역 뉴스 콘텐츠, 법령발표, 오락프로그램이 방송되었다. 출력은 100W, 주파수는 1280 kHz였다. 같은 해 6월 9일 항저우인민방송(杭州人民广播电台)으로 이름을 바꾸었다.(1985년에 개국한 현재의 항저우인민방송과는 관계 없다.)
1951년 4월 6일 저장인민방송(浙江人民广播电台)으로 바꾸고, 성(省) 및 시(市)별로 두 개의 방송을 두었다. 저장(浙江) 방송 주파수는 1150 kHz, 항저우(杭州) 방송 주파수는 670 kHz였다. 전자는 뉴스와 지역 정보에 기반을 둔 프로그램을, 후자는 사회 교육 및 문화,오락 기반의 프로그램을 다뤘다. 1953년 6월 항저우인민방송의 이름을 사용하지 않게 되었고, 저장인민방송이란 이름으로 통합했으며, 각각 제1방송, 제2방송으로 불리게 되었다. 방송의 출력도 20kW로 상향하였다.
1969년부터 저장 성의 각 지방에 저장 방송의 30개 중계국을 설립하여 저장 성의 전 지방에 걸쳐 네트워크를 형성하였다. 1985년 247kW의 출력으로 확대하여 저장 성의 대다수 지구(地区), 시(市), 현(县)에서 저장 방송을 청취할 수 있게 되었다.
1950년대부터 1984년까지 두개의 방송 채널을 두었으나, 1984년 5월 25일 출력 2kW의 새로운 FM 스테레오 방송국을 개국하면서 3개의 방송 채널을 구성하게 되었다. 제1방송은 뉴스를 포함한 종합 편성을, 제2방송은 드라마 및 토크 기반의 종합 편성을, 제3방송은 음악 중심의 편성으로 이루어졌다.

## 채널 목록
- 저장의 소리(浙江之声) : FM 88.0 MHz, FM 101.6 MHz, AM 810 MHz / 저장인민방송의 뉴스 종합 채널(浙江人民广播电台新闻综合频道)과 저장뉴스라디오(浙江电台新闻台)가 2008년 11월 28일에 통합. 저장성 외에 상하이, 장쑤성, 안후이성, 장시성, 푸젠성 인근에도 송출.
- 저장 경제 방송(浙江经济广播) : FM 95.0 MHz
- 저장 생활정보 방송 (浙江民生资讯广播) : FM 99.6 MHz / 2012년 1월 18일 개국.
- 저장 교통의 소리 (浙江交通之声) : FM 93.0 MHz / 1998년 5월 19일 개국. 저장 성 최초의 교통 전문 방송.
- 저장 음악FM (浙江音乐调频) : FM 96.8 MHz / 1999년 개국.
- 저장 도시의 소리 (浙江城市之声) : FM 107.0 MHz / 2003년 4월 18일 개국.
- 和品质生活广播 : FM 104.5 MHz / 중국 본토 최초의 여성 전문 라디오.

## 같이 보기
- 저장 방송 그룹
- 저장 텔레비전